# Flevolândia

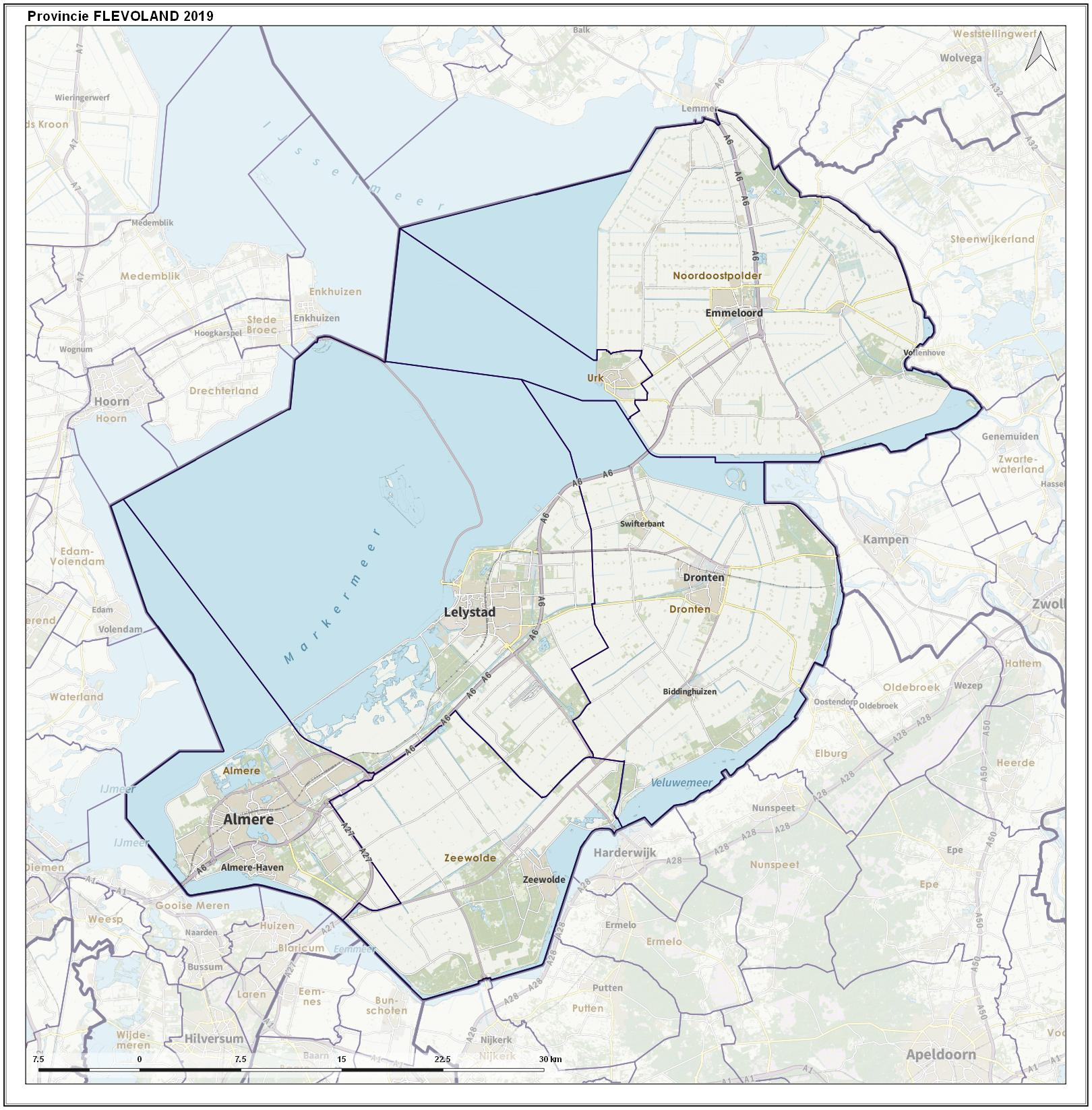
Flevolândia

Flevolândia (em neerlandês Flevoland) é uma província dos Países Baixos. Localizado no centro do país, onde anteriormente se situava o Zuiderzee, a província foi fundada em 1 de janeiro de 1986. Passou a ser a 12ª província do país, com Lelystad como capital. A província tem, aproximadamente, 370 000 habitantes (2005) e consiste de seis municipalidades, Almere, Dronten, Lelystad, Noordoostpolder, Urk e Zeewolde. A província é constituída por duas partes: a Nordeste que é a parte continental da província e Flevopolder, que é a maior ilha artificial do mundo. Flevopolder é ligada ao continente por pontes. A província está em média a 5 metros abaixo do nível do mar.

## Etimologia
O nome Flevolândia deriva de Flevomeer (em holandês), ou Lacus Flevo (em latim), o nome de um grande lago histórico nos Países Baixos, cujo nome tornou-se conhecido graças a uma descrição feita pelo geógrafo romano Pompônio Mela em De Chorographia.

## Municipalidades
| 1. Almere 2. Dronten 3. Lelystad 4. Noordoostpolder 5. Urk 6. Zeewolde |